# Gerhard Grapentin
Gerhard Grapentin (* 13. April 1930) ist ein ehemaliger Fußballspieler aus der DDR.

## Sportlicher Werdegang
Gerhard Grapentin absolvierte 1957 drei Spiele für den in der höchsten Spielklasse der DDR spielberechtigten SC Empor Rostock. Jedoch lief er nie in der DDR-Oberliga für die Hanseaten auf, vielmehr konnte er seine Qualitäten im FDGB-Pokal 1957 unter Beweis stellen. Zu seinem Debüt im Trikot der Ostseestädter kam er am 8. Mai 1957 im Auswärtsspiel gegen die BSG Lokomotive Wittenberge. Die Rostocker gewannen dieses Spiel der 1. Runde in diesem nationalen Wettbewerb mit 2:0. Der Weg ins Achtelfinale führte am 30. Mai 1957 in der 2. Runde über die Begegnung gegen die in der dritthöchsten Spielklasse angesiedelten BSG Chemie Leuna. Grapentin gewann diese Partie mit den Norddeutschen im heimischen Ostseestadion vor 4000 Zuschauern deutlich mit 6:1. Der damalige Empor-Trainer Heinz Krügel setzte ihn ein letztes Mal in jener Pokal-Saison ein, und das im Achtelfinale am 18. August 1957 beim Auswärtsspiel gegen die BSG Motor Ammendorf. Knapp, aber erfolgreich, wurde auch dieses Spiel mit 1:0 gewonnen. Für Gerhard Grapentin endete ab diesem Tag sein Engagement in der 1. Herrenmannschaft des FC Hansa, welche noch bis ins Finale vordrang und dieses Endspiel schlussendlich mit 1:2 gegen den SC Lok Leipzig verlor.